# 群馬県道134号新田町新後閑線
群馬県道134号新田町新後閑線（ぐんまけんどう134ごう しんでんまちしごかせん）は、群馬県高崎市の市街地を走る短い一般県道である。

## 概要
かつて国道17号がたどっていたルートである。短いながらも全線4車線で整備されているが、途中に上信電鉄線の踏切がある。

### 路線データ
- 起点：高崎市新田町 （群馬県道25号高崎渋川線〈新田町交差点〉）[注釈 1]
- 終点：高崎市新後閑町 （群馬県道12号前橋高崎線〈新後閑町交差点〉）[注釈 2]

## 歴史
- 1959年（昭和34年）9月18日：群馬県より現・道路法に基づき、県道新田町新後閑線（高崎市新田町 - 同新後閑町、整理番号182）が路線認定される[1]。

## 地理

### 通過する自治体
- 群馬県
  - 高崎市

### 交差する道路
- 群馬県道25号高崎渋川線 - 高崎市新田町（起点）
- 群馬県道12号前橋高崎線、群馬県道71号高崎神流秩父線（城南大橋） - 高崎市新後閑町（終点）